# Fascismo en Uruguay

Ejemplar del 3 de octubre de 1935 de " La Mañana " que informa sobre unos 100 voluntarios uruguayos enviados por el gobierno para unirse a la invasión italiana de Etiopía.

El fascismo ha estado históricamente presente en Uruguay tanto en su forma clásica como en variantes locales.
Desde el ascenso al poder de Benito Mussolini el gobierno fascista italiano intentó influir en la política de otros países, particularmente entre la población migrante en América. A través de varias campañas propagandísticas y de la fundación de diferentes instituciones, el gobierno italiano intentó incorporar a los ítalo-uruguayos a la ideología fascista, eventualmente fomentando el desarrollo de movimientos autóctonos.

## Comunidad italiana
Los inmigrantes italianos constituían la mayor parte de la población migrante uruguaya y, por lo tanto, las relaciones diplomáticas y los vínculos culturales entre ambos países habían sido históricamente fuertes. Además, el caudillo italiano Giuseppe Garibaldi había luchado en la Guerra Grande, donde se había vuelto una figura clave de la identidad nacional uruguaya. La diplomacia fascista italiana buscó "despertar" un percibido "orgullo nacional" perdido de la comunidad migrante, con la intención de propagar el fascismo en América Latina. Esta iniciativa, sin embargo, no tuvo tanto éxito como inicialmente se esperaba debido a la prevalencia de las ideas de izquierda entre los inmigrantes de clase trabajadora.
En 1924, el príncipe Humberto de Saboya visitó el país y expresó su interés en promover las relaciones diplomáticas entre Uruguay e Italia, propuesta que fue bien vista tanto por los locales como por los inmigrantes. La legación italiana, bajo el liderazgo de Giovanni Giuriati, trabajaría luego ampliamente para influir en la política local y promover el fascismo entre los descendientes de italianos en el país.

### Actividad institucional
La legación italiana intentó replicar la organización totalitaria fascista en territorio uruguayo mediante la creación de diversas instituciones sociales. En 1923 se fundó el fascio de Montevideo bajo el patrocinio de diplomáticos italianos. El movimiento aseguraba no perseguir objetivos políticos, y se presentaba como una asociación de carácter estrictamente cultural y social. El fascio estaba dirigido por el coronel Ioanello Matteucci, el conde Alberto Compagnucci y el capitán Mario Longhini. Entre la comunidad italiana también se desarrolló una organización juvenil fascista, la Gioventù Italiana del Littorio al Estero.

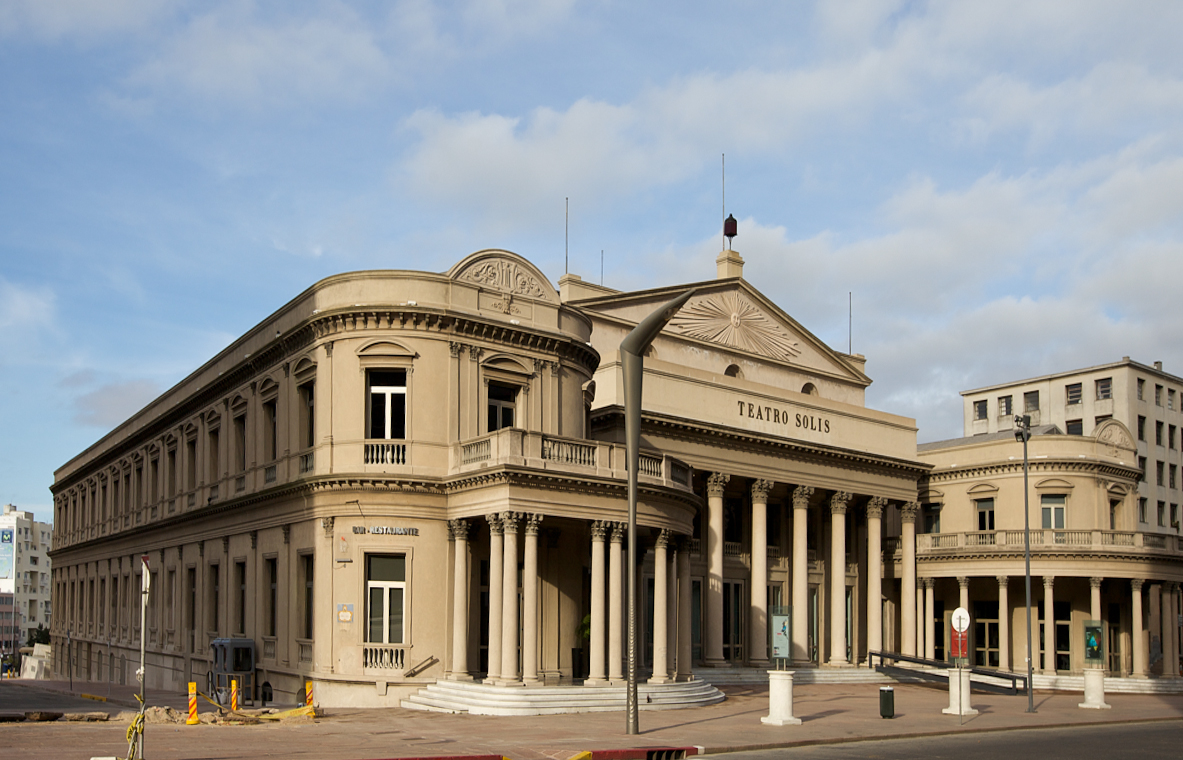
Teatro Solís, donde el Fascio de Montevideo organizaba sus celebraciones.

El fascio estaba directamente relacionado con la obra Dopolavoro local. La Dopolavoro, una organización fascista de ocio y cultura para adultos en Italia, abrió una filial en Uruguay con el fin de servir a los inmigrantes italianos y propagar la ideología fascista entre ellos. La asociación había comenzado sus actividades con un periódico en 1934 y abrió su sede oficial en 1938. En el acto de inauguración estuvo presente el presidente Gabriel Terra. La Dopolavoro abrió una sucursal nueva y más grande en 1939, ubicada en la Avenida 8 de Octubre, inaugurada con un partido de fútbol entre el Liceo Italiano y la Liga Deportiva Germánica.
Varios diplomáticos italianos visitaban regularmente lugares e instituciones asociados a la comunidad, tanto en Montevideo como en el interior. Los movimientos fascistas también participaron en actividades culturales y de caridad entre los inmigrantes, utilizándolas como propaganda encubierta. La legación invitaba frecuentemente a importantes figuras culturales a dar discursos en Montevideo y alquilaba teatros locales para celebrar los días festivos italianos. Algunos de los famosos banquetes celebrados por organizaciones fascistas vinculadas al gobierno italiano contaron con la presencia de relevantes políticos locales.

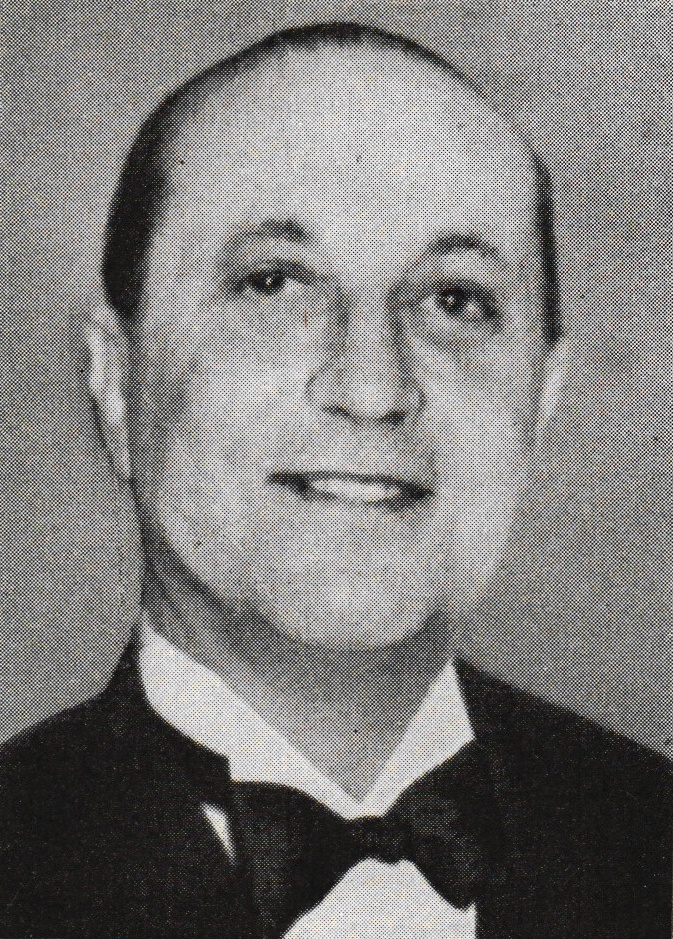
Alberto Bellardi Ricci, plenipotenciario italiano en Montevideo entre 1938 y 1942.

Los fascistas también intentaron influir en el sistema educativo uruguayo mediante la celebración de mítines y actos políticos en el Scuola Italiana de Montevideo. La escuela experimentó una transformación total durante la era fascista, viéndose obligada a adoptar el programa y la disciplina educativa italiana impuesta por órdenes del gobierno europeo. Un documento del Consejo de Educación Primaria de la dictadura de Gabriel Terra llegaba a afirmar que "el fascismo admite y fomenta el sentimiento de familia, el de nacionalidad, el de tradición, sentimientos todos ellos favorables a la cohesión y a la continuación de la organización social característica de la civilización de Occidente".
Los fascistas de la comunidad italiana también dirigieron un amplio número de medios de prensa en el país, tales como "Fiamma Italica" y "Fascismo" en Salto, "SPQR" en Melo, y "L'Italiano", "Marcia su Roma", "Il Piave", "La Verità", "L'Era Nuova", "Italia Nova", "Il Piccolo", "La Voce d'Italia", "Il Messagero d'Italia" y "Il Dopolavorista" en Montevideo. 
El proselitismo fascista se redujo considerablemente tras el estallido de la Segunda Guerra Mundial. La amplia mayoría de los movimientos relacionados con el gobierno italiano fueron disueltos en 1940 por la Ley de Asociaciones Ilícitas.

## Primeros movimientos locales
El primer movimiento fascista local fue la Organización Patriótica Uruguaya, fundada en 1929 y de influencia principalmente dentro del Ejército Nacional. Más adelante, la organización evolucionaría hasta convertirse en el Frente Patriótico de Defensa Nacional en 1935. Hubo algunos intentos de crear un partido fascista nacional como el Partido Reformista o la Acción Nacional. Posteriormente, la Cámara de Representantes inició una investigación sobre estos movimientos, acusándolos de estar financiados por el gobierno alemán.
La mayoría de los primeros fascistas uruguayos admiraban al Integralismo brasileño y seguían a la AIB como modelo. El rechazo a la inmigración judía fue un tema recurrente entre las primeras agrupaciones.
La popularización del corporativismo como reacción al reformismo batllista entre los círculos intelectuales uruguayos condujo a la creación de dos partidos agrarios favorables a este sistema económico, el Partido Agrario y el Partido Ruralista, que a pesar de no ser explícitamente fascistas veían un modelo a seguir en el régimen de Mussolini. Los partidos abogaban por el desarrollo de un sistema de intervención dirigista que diera prioridad al campo.

### Revisionismo

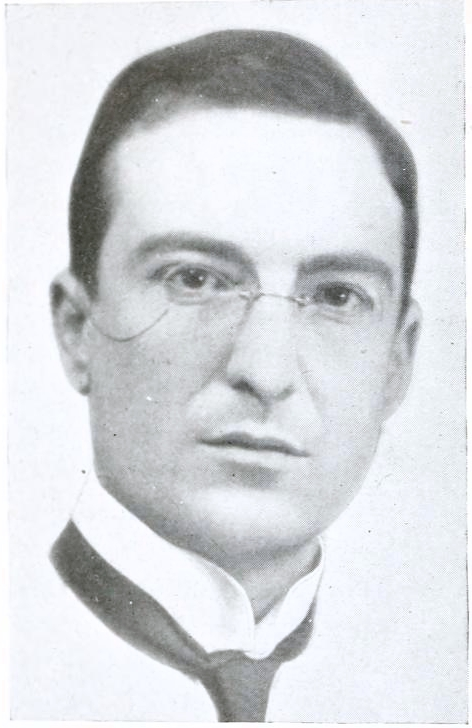
Adolfo Agorio, 1921.

Una de las principales figuras intelectuales del fascismo uruguayo fue el escritor Adolfo Agorio. Agorio fue el fundador de la Acción Revisionista del Uruguay, originalmente una organización explícitamente fascista que luego se uniría al Partido Colorado. La Acción editaba una revista llamada "Corporaciones" sobre teoría económica corporativa.
La Acción tenía un vínculo cercano con la Acción Integralista Brasileña, la cual veía como su principal modelo de inspiración, y también incorporó elementos del nazismo. La revista Corporaciones solía incluir textos de Gustavo Barroso, Plínio Salgado y otros referentes integralistas. La escritura del prólogo del libro de Barroso O integralismo e o mundo fue encargada a Agorio. El primero ya había escrito sobre el revisionismo uruguayo, ubicándolo dentro de una ola fascista global en la que también se encontraba el integralismo. Muchos líderes revisionistas como Ernesto Bauzá o el propio Agorio se habían comunicado a través de cartas con Barroso, a quien admiraban como su modelo político. Los brasileños vieron en el movimiento uruguayo a una forma de legitimar fácilmente la tesis de Salgado acerca de la naturaleza inherentemente apropiada del fascismo para América del Sur, y estaba en línea con el deseo del Chefe de unificar América Latina bajo una confederación integralista.
Varios intelectuales de renombre formaron parte del movimiento. Los revisionistas buscaron desarrollar una corriente política nacionalista que sirviera como alternativa a los partidos tradicionales. El movimiento era profundamente antisemita y se consideraba inspirado en Simón Bolívar.
En 1934 Agorio escribió su libro "Roma y el espíritu de Occidente", en defensa del fascismo italiano. Agorio veía al fascismo desde una posición idealista, considerándolo sucesor de una tradición milenaria dentro de la política occidental. El fascismo y el corporativismo, según Agorio, representaban fielmente el espíritu de los occidentales y continuaban la tendencia histórica de dicha civilización. La obra también destaca el rol del fascismo en la derrota tanto del comunismo como del capitalismo, y critica la profesionalización de la política uruguaya.
Agorio se convertiría posteriormente en un destacado vocero de la propaganda nacionalsocialista en Uruguay. Fue invitado por diplomáticos alemanes a viajar en el LZ 129 Hindenburg y participó de numerosas reuniones políticas organizadas por la legación nazi.
Otra figura relevante de los primeros años del fascismo uruguayo fue Teodomiro Varela de Andrade. También miembro de la Acción Revisionista, Varela había sido batllista en su juventud y, tras algunos años de militancia conservadora, adhirió públicamente al fascismo en los años treinta.
Varela era un corporativista acérrimo y presentó varios proyectos fallidos de reforma constitucional tanto al gobierno como al Partido Colorado. Admiraba la abolición de los partidos políticos llevada adelante por la dictadura de Getúlio Vargas, aunque no quería un sistema similar para Uruguay. Varela apoyaba un sistema bicameral, compuesto por una asamblea corporativa y una cámara electa partidariamente. Su proyecto también incluía la creación de 3 nuevos ministerios, dedicados al Trabajo, al Crédito y a las Corporaciones, así como el fortalecimiento del poder presidencial.

## Marzismo

### Marcha sobre Montevideo y golpe de Estado

Marcha sobre Montevideo, 1933.

Luego de la crisis de 1929, el modelo diárquico del poder ejecutivo uruguayo fue duramente criticado por su mal manejo de la situación económica. Percibiendo al gobierno como ineficaz, la élite económica uruguaya fundó el Comité de Vigilancia Económica como grupo de presión, con la intención de promover un cambio en las políticas económicas y el retorno del presidencialismo.
El presidente electo Gabriel Terra encabezó un golpe de Estado y disolvió el Parlamento y el Consejo Nacional de Administración en 1933. Terra ya había expresado opiniones filofascistas previamente.

Como muestra de apoyo público al golpe, importantes figuras políticas uruguayas como Luis Alberto de Herrera convocaron a una "Marcha sobre Montevideo" (similar a la Marcha sobre Roma encabezada por Mussolini) en abril de 1933 con el apoyo de intelectuales y medios conservadores. Apoyada por los agraristas que se habían opuesto a las reformas batllistas anteriores, la Marcha fue vista por sus defensores como una "cruzada ruralista " contra una ciudad corrupta moralmente. La manifestación fue comparada con una exhibición similar organizada por Getúlio Vargas. En el medio de crecientes tensiones entre el campo y las zonas urbanas, los periódicos locales habían presentado la Marcha como una revolución de regeneración nacional que derrotaría a la "ciudad corrompida" y destruiría su "miseria moral".
¡Marchar sobre Montevideo! ¡Esa es la voz que, como un reguero de pólvora, se extiende por la campaña, desde Colonia a Cerro Largo, desde Artigas hasta Rocha, por los cuatro marcos de la patria!

¡Sí, marchar sobre Montevideo, con armas o sin ellas! ¡Acabar con el Colegiado antes de que el Colegiado acabe con el país! Tal la consigna de esta hora trágica y supremamente decisiva.

### Dictadura de Terra (1933-1938)

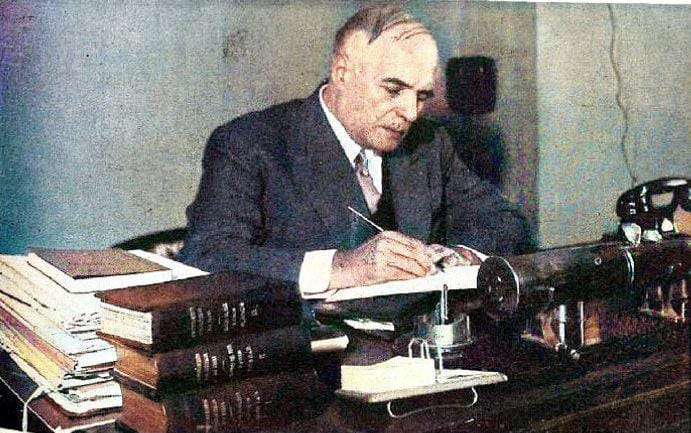
Gabriel Terra en su escritorio, firmando un autógrafo para una revista local.

Los seguidores de Gabriel Terra fueron conocidos como marzistas debido a su adherencia a la "Revolución de Marzo", el nombre oficial del golpe.
El régimen de Marzo convocó a elecciones de la asamblea constituyente que redactó la Constitución de 1934, entre acusaciones de fraude. La nueva constitución establecía una representación parlamentaria de 50-50 para los dos partidos más votados (llamada del "medio y medio") y abolía el Consejo Nacional de Administración. El gobierno persiguió y desterró a múltiples opositores políticos.
La constitución, inspirada en principios corporativistas, reconocía formalmente los derechos humanos a la educación, la salud y el trabajo, así como la libertad de reunión y asociación. El gobierno también instituyó la Corte Electoral para asegurar la transparencia de las futuras elecciones. El referéndum constitucional fue boicoteado por los batllistas colorados.
Terra rompió relaciones diplomáticas con la URSS y la Segunda República Española, convirtiendo a Uruguay en uno de los primeros países en reconocer a la España franquista. El régimen de Marzo también desarrolló políticas antiinmigratorias, tales como el control de la inmigración judía y el establecimiento de un mínimo del 80% de mano de obra uruguaya en las obras públicas.

Motor eléctrico producido en Uruguay dentro del plan de industrialización dirigista iniciado por Terra.

Terra buscó la implementación de políticas corporativistas, que incluían la introducción de negociaciones tripartitas para los trabajadores de la industria y la construcción. A pesar de tener opiniones favorables al sistema, la asamblea constituyente de 1934 rechazó la implementación plena del corporativismo en Uruguay por considerarlo demasiado radical. El régimen marzista ha sido descrito como "una vía liberal al fascismo". De todos modos, el gobierno hizo uso de la representación corporativa a través del Consejo Superior del Trabajo, compuesto por representantes de los sindicatos reconocidos por el Estado. Muchos corporativistas como Morelli, Chioza, Podestá o el mismo Varela de Andrade colaboraron activamente con la administración económica del nuevo gobierno.
Como Terra había llegado al gobierno con el apoyo del ruralismo, su política económica se orientó primeramente hacia el sector agropecuario. El objetivo inicial del gobierno era el "resurgimiento de la campaña y la estabilización financiera del país". Terra aprobó un plan de "medidas de emergencia" destinado a aliviar o condonar la deuda de los agricultores y pequeños productores. El gobierno también promovió activamente la producción y exportación de ganado. El posterior desarrollo de proyectos industrialización con el apoyo del Estado llevó a los ruralistas a retirar su apoyo al régimen a favor del golpe de Estado de 1942 por parte del presidente Alfredo Baldomir.

Terra describió sus políticas económicas como solidaristas o socialistas de Estado. El gobierno promovió activamente las cooperativas (el presidente había escrito anteriormente un libro de teoría económica llamado "Socialismo y Cooperativismo") dado que Terra las consideraba una forma fácil de reducir el costo de vida. A través de una activa intervención estatal, los marzistas intentaron asegurar la competencia interna manteniendo al mismo tiempo un fuerte control proteccionista.
No es solamente con impuestos que se resuelven los intensos males de una crisis nunca igualada en nuestro país (...) Es necesario preocuparse de la situación de esas industrias protegiéndolas; es necesario preocuparse de dar los medios para desenvolver rápidamente la industria agrícola (...) Ayer el diputado Jude denunció a la Cámara que se había formado un trust de artículos alimenticios. Dos fórmulas he presentado a estudio de mis compañeros: una fórmula preventiva que es la cooperativa de consumos, que disminuye el 30 por ciento como está probado científicamente, el costo de vida en todas partes, proyecto que duerme–aunque en estos últimos días estaba para informarse–en las carpetas de la Comisión (...) y otra fórmula, la fórmula represiva, la que castiga el trust de los artículos alimenticios que podría muy bien aplicarse.
Terra también llevó adelante un proyecto de reforma agraria . Para abordar la improductividad de los latifundios, el gobierno aprobó una serie de Leyes de Cultivo Obligatorio que forzaban a los grandes terratenientes a utilizar sus propiedades de manera eficiente. El Estado también financió la división de grandes propiedades en explotaciones más pequeñas y distribuyó semillas y equipos agrícolas a los pequeños productores. En 1935, el régimen de Marzo creó el Ministerio de Ganadería y Agricultura. También se realizó una activa promoción de la silvicultura, y se encargó al Instituto de Química Industrial la producción de fertilizantes para los agricultores nacionales. El gobierno logró así revertir la tendencia de éxodo rural que el país llevaba experimentado durante casi 60 años, aumentando la tenencia de la tierra en un 13% y el número de empleo agrícola en 31.000 trabajadores durante la época, recuperando a su vez 350.000 hectáreas de tierras baldías. El número de cabezas de ganado aumentó en más de un millón entre 1930 y 1937.

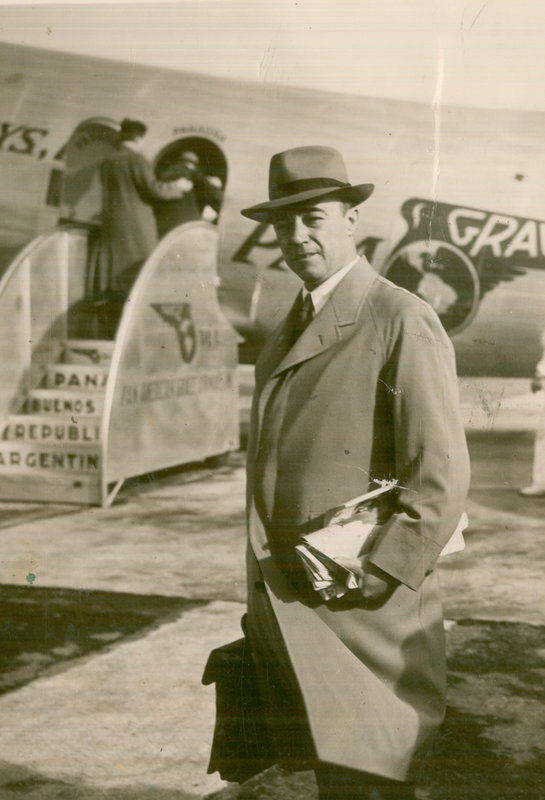
El ministro César Charlone de pie frente a un avión de PLUNA.

La figura principal del proyecto económico marzista fue César Charlone, ministro de Economía, quien ya había mostrado posturas filofascistas y llamado a una adaptación del corporativismo autoritario italiano para adaptarse mejor a las necesidades del Uruguay. Charlone impulsó la introducción de la negociación colectiva siguiendo de la Carta del Trabajo de Mussolini.
La dictadura llevó a cabo una política monetaria intervencionista con el fin de solucionar los profundos problemas financieros provocados por la crisis internacional. En 1935 se creó el Fondo Nacional de Divisas como mecanismo regulador del curso legal, distorsionado por la crisis. Después de años de una política activamente deflacionaria por parte de la administración anterior, Charlone promulgó una serie de "Leyes de Revalúo" mediante las cuales el peso uruguayo fue intencionalmente inflado por medio de emisión monetaria con el fin de resolver la crisis de deflación y promover las exportaciones. El gobierno realizó también una agresiva política crediticia para promover la inversión interna. Las importantes reservas de oro que mantenía el gobierno uruguayo ayudaron a mantener estable la moneda y la mayor parte del dinero emitido se destinó a obras públicas.
La administración financiera de Charlone ha sido elogiada por su gestión eficaz de la crisis. Desde 1933 hasta el retiro de Terra en 1939, el PIB per cápita nacional creció un 29,43%.

Foto de la revista Turismo en Uruguay, artículo "Juventud en Uruguay: El camino a la perfección física", junio de 1936.

En 1934 por iniciativa del propio Gabriel Terra se crea la Comisión Nacional de Turismo y la revista "Turismo en Uruguay", organismos integrados al Ministerio de Relaciones Exteriores.
Esta revista enfoca la visión que el gobierno quería proyectar para con el mundo. Iniciaba con una postal del país, seguía una foto del Dr. Terra con el lema "Constructor del Nuevo Uruguay" y en la siguiente página una foto del monumento al Gral. José Gervasio Artigas en la Plaza Independencia, decía en su prólogo que el objetivo era "dar a conocer la belleza del país al mundo y a países hermanos".
En noviembre de 1936 se publicó un reportaje sobre la juventud en Uruguay, con el subtítulo "El camino a la perfección física", la nota muestra jóvenes perfectamente uniformados "desenvolviéndose en intimo contacto con la naturaleza" durante uno de los campamentos que habitualmente organizaba el Ministerio de Educación y Cultura desde 1934. Muestra adolescentes con el torso desnudo, en buen estado físico, que "sincronizadamente" mostraban "el ideal helénico de la perfección humana". Otros niños que se daba a entender tenían entre 8 y 12 años se lavaban los dientes sonriendo, demostrando "el estado saludable de la infancia uruguaya". Los textos indicaban que esto era un "hondo sentimiento de superación de la raza" que solo podría alcanzarse "con un sentido del equilibrio, el orden y la disciplina" . 

Campamento de infantes en la revista Turismo en Uruguay, artículo "Juventud en Uruguay: El camino a la perfección física", junio de 1936.

Portada de la revista Turismo en Uruguay, artículo "Juventud en Uruguay: El camino a la perfección física", junio de 1936.

### Vínculos con Italia y Alemania
En 1932, Serafino Mazzolini fue designado ministro plenipotenciario de Italia en Uruguay. Fascista de férreas convicciones, Mazzolini buscó fortalecer los lazos diplomáticos entre la dictadura marzista y el régimen italiano. Los diplomáticos peninsulares habían acogido favorablemente el golpe como una victoria de la disciplina autoritaria sobre los partidos políticos. A pesar de que los intentos originales del personal italiano de propagar el fascismo en Uruguay no habían tenido el éxito que se esperaba, la buena relación de Mazzolini con Terra le permitió difundir propaganda fascista medios tanto radiofónicos como de prensa, con mejores resultados que sus predecesores. Italia y Uruguay firmaron un tratado comercial en 1935 y otro acuerdo en 1936. Tres años más tarde, Terra visitaría Italia en un viaje diplomático.
Luego de la invasión italiana a Etiopía y la segunda guerra ítalo-etíope, Uruguay no condenó el accionar de Italia como había pedido hacerlo la Sociedad de Naciones y mantuvo sus relaciones económicas con la nación europea. Mazzolini abandonó Uruguay en 1937, luego de que Italia fuera expulsada definitivamente de la Liga.

El senador Luis Alberto de Herrera visitó la Italia fascista en 1937, invitado por el gobierno europeo. Tras reunirse con Benito Mussolini y con el rey, se le concedió la Gran Cruz de la Orden de la Corona de Italia. Herrera pronunció un discurso en Radio Roma, donde atribuyó al comunitarismo fascista la promoción de un "colosal despliegue de energías morales y materiales", de una  "infatigable acción reconstructiva" y de "progresos". Herrera elogió a Mussolini como una "figura extraordinaria", "centro de este formidable movimiento anímico, cívico, patriótico y social" que había liderado "el nuevo Risorgimento".
¡La nueva Italia! En ninguna parte de Europa he presenciado más convincente espectáculo. Los ideales antes rotos y dispersos, cuál los mármoles del Forum mutilado, se han reconstituido, se han refundido y brotan de una epopeya civil consumada y deslumbradora. ¡El nuevo Risorgimento! Porque no es un partido ni una fracción contra otra fracción: es la comunidad en masa y en marcha abriendo su propia ruta.
Uruguay firmó un tratado comercial con la Alemania nazi en 1934, lo que la convirtió en la segunda mayor socia exportadora del país. El gobierno alemán intentó influir en la política uruguaya tanto mediante inversiones económicas como mediante la creación de grupos pronazis entre los inmigrantes alemanes.

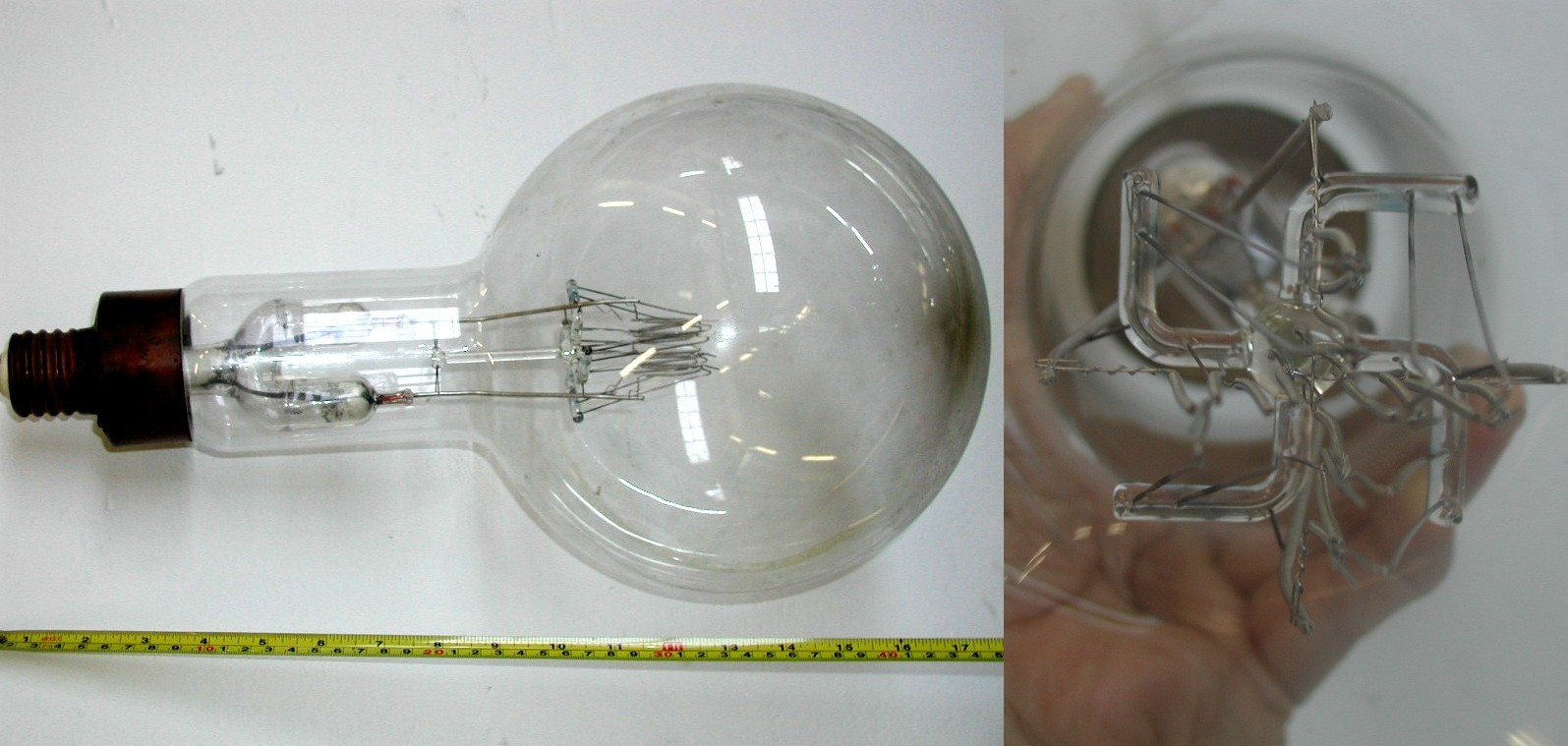
Una de las bombillas originales traídas de Alemania y utilizadas en el faro del Rincón del Bonete, formando con sus filamentos una esvástica.

El programa de industrialización de Terra fue apoyado por el régimen de Hitler. Su principal obra pública, la central hidroeléctrica Rincón del Bonete, fue construida con la participación de ingenieros alemanes. Poco después de que comenzara el proyecto, Adolf Hitler envió un telegrama a Terra, que expresaba:
Excelentísimo señor presidente de la República Oriental del Uruguay Doctor Don Gabriel Terra. Montevideo. Al buen éxito de la obra monumental del Río Negro, comenzada por iniciativa de su gobierno, expreso a su Excelencia mis más sinceras felicitaciones. Adolfo Hitler. Canciller del Reich.
Los ministros uruguayos Martín Echegoyen y José Espalter fueron condecorados con la Orden del Águila Alemana en 1938.

## Nazismo

Telegrama enviado por Adolf Hitler y su posterior respuesta completa por parte de Gabriel Terra durante las obras del Rincón del Bonete.

Varios movimientos políticos nazis se fundaron en la década de 1930 entre los inmigrantes germanouruguayos con la aprobación explícita del gobierno, aprovechando el relativo aislacionismo que la comunidad había mantenido desde su establecimiento en el país. La llegada de émigrés de la República de Weimar fue central en la transmisión del sentimiento antidemocrático predominante en el pueblo alemán de aquel momento.
En 1933, Julius Dalldorf fundó en Montevideo la filial local del NSDAP, siguiendo las indicaciones de la Auslandorganization del partido alemán. Un grupo nacionalsocialista independiente había sido iniciado previamente en 1931 por inmigrantes alemanes. El movimiento impulsó la difusión de los medios alemanes en Uruguay y editaba su propio periódico, el Deutsche Wacht. Los nacionalsocialistas estuvieron enfrentados con la dictadura marzista, a la que rechazaban como conservadora, partidista y "demoliberal". De todos modos muchos conservadores locales mostraron opiniones positivas sobre el autoritarismo alemán, tales como el diputado colorado Chouhy Terra.
Los nazis uruguayos participaron de varias actividades antisemitas, como boicots y ataques violentos a tiendas judías.

#### Teoría del complot nazi

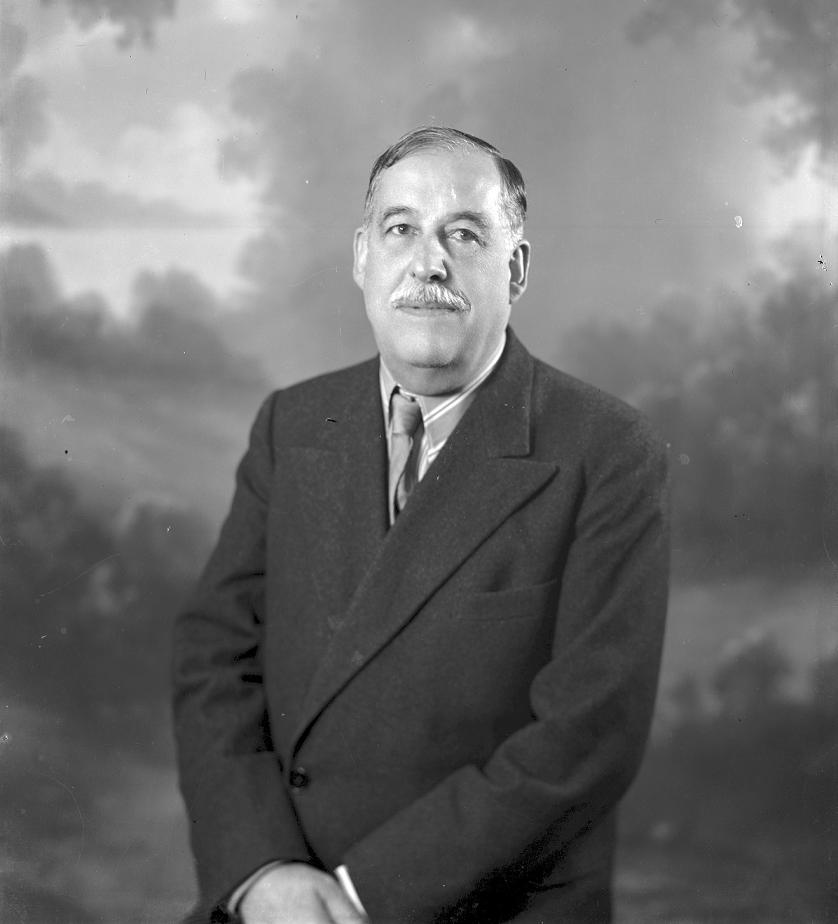
Luis Alberto de Herrera, político uruguayo acusado de ser "simpatizante del Nazismo" por sus opositores políticos.

A pesar de su éxito entre la comunidad alemana, la ideología Nacionalsocialista no logró penetrar eficazmente la política uruguaya, ya que sus ideales de pureza racial no se ajustaban al contexto del país. No obstante, el Tercer Reich se convirtió en un referente para la mayoría de los conservadores del país como un ejemplo de disciplina, autoridad, progreso, orden y orgullo nacional.
En medio del debate político sobre la creación de bases militares estadounidenses en territorio uruguayo, varios políticos nacionalistas se opusieron a la iniciativa como una cuestión de soberanía nacional. Sin embargo, poco tiempo después comenzaron a difundirse rumores que apuntaban a quienes rechazaban la propuesta como potenciales colaboradores del nazismo, en el contexto de la Segunda Guerra Mundial.
Los diplomáticos estadounidenses se aprovecharon de la situación para propagar sospechas sobre un supuesto complot nacionalsocialista para tomar el poder en Uruguay y conquistar el resto de América ideológicamente, en el que importantes políticos como César Charlone, Julio Roletti y, muy particularmente, Luis Alberto de Herrera, estarían involucrados. La lista de personalidades políticas que supuestamente formaban parte del "Plan Fuhrmann" era extensa y ampliamente detallada. En teoría, el Plan tenía por objetivo final el convertir a Uruguay en una colonia agrícola del Tercer Reich Alemán.

El periódico herrerista "El Debate" había expresado opiniones pronacionalsocialistas y antisemitas anteriormente, llegando incluso a expresar que:
Que el gobierno alemán haya alejado de la colectividad nacional también a los elementos antisociales deteniéndolos en campos de concentración para convertirlos en miembros útiles de la sociedad humana, fue una medida de autodefensa que en comparación con la magnitud potencial del peligro que representaban, se aplicó en forma muy humana.
De cualquier forma, difícilmente se podría asociar a Herrera con la diplomacia alemana ni con la ideología nacionalsocialista. Generalmente se cree que el complot nunca existió y fue un ejemplo de calumnia política. Ocho presuntos agentes alemanes fueron detenidos en 1940, pero la gran mayoría fueron liberados poco tiempo después.
Uno de los principales objetivos del golpe de Estado uruguayo de 1942 perpetrado por Alfredo Baldomir fue el realineamiento de Uruguay con los Aliados después de décadas de neutralidad y cercanía con las potencias del Eje. Baldomir utilizó la teoría del complot como una motivación explícita para el golpe. El gobierno no emprendió acciones violentas ni llevó adelante persecución política, salvo por una orden dada por el presidente de rodear la casa de Herrera con fuerzas policiales como señal condenatoria.

#### Huida de criminales de guerra nazis

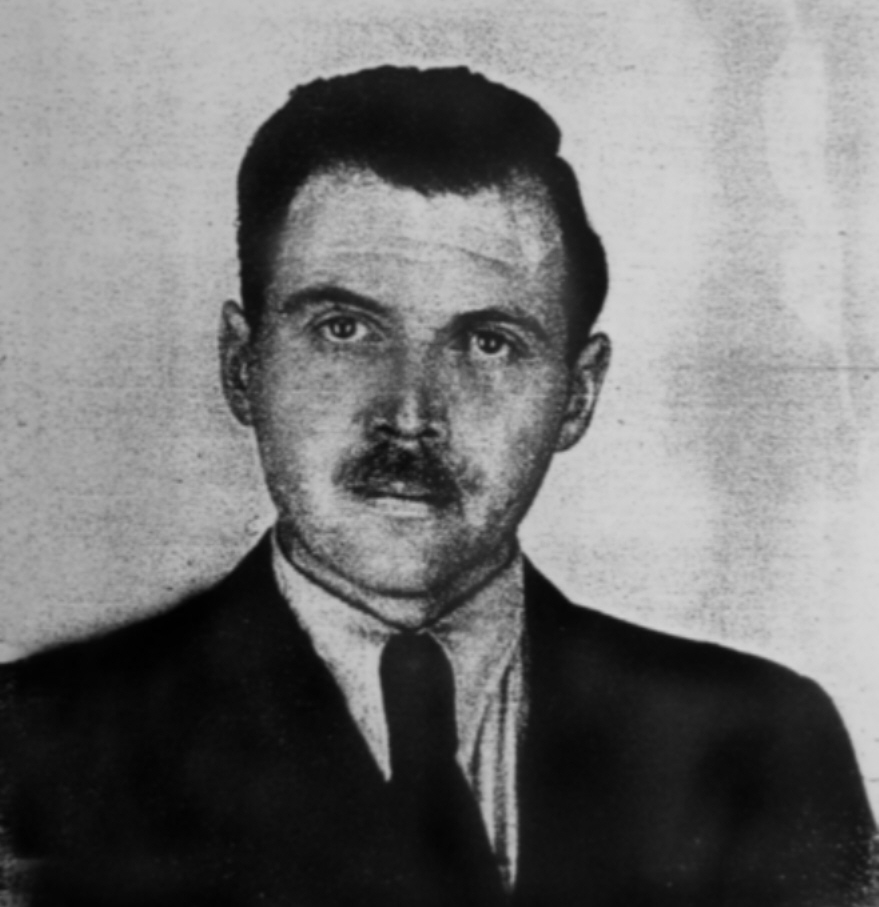
Josef Mengele en 1956, en Buenos Aires.

Algunos de los criminales de guerra nazis escaparon a Uruguay por medio del sistema de ratlines.
Josef Mengele huyó a Sudamérica después de la guerra, donde vivió en diversos lugares bajo distintas identidades falsas. En 1958, Mengele se casó con la viuda de su hermano Karl en la ciudad de Nueva Helvecia usando su nombre real. El acta de matrimonio fue publicada en el diario local, y es cuestión de debate si los habitantes del pueblo simplemente fueron indiferentes a su presencia o directamente no sabían quién era Mengele. Algunos testimonios apuntan también a una participación del médico en la construcción de la Represa de Baygorria, llevada a cabo por una empresa alemana.
Herberts Cukurs fue un aviador nazi y una de las principales figuras del Holocausto en Letonia. Cukurs había estado personalmente involucrado en el exterminio de judíos y era culpable directo de más de 30.000 asesinatos. Cukurs había huido a Brasil y vivido en Río de Janeiro y São Paulo. Un operativo del Mossad lo engañó para que viajara a Uruguay después del golpe de Estado de 1964, donde 4 agentes lo mataron al año siguiente luego de una pelea. Sus ejecutores informaron del suceso a la prensa bajo el seudónimo "Los que nunca olvidarán".

## Falangismo

Bandera del bando sublevado durante la Guerra civil española

Excluyendo el marzismo, el falangismo y el franquismo fueron las ideologías autoritarias más predominantes en Uruguay durante la década de 1930. Muchos movimientos falangistas independientes se fundaron entre los jóvenes uruguayos, como el Movimiento de Acción Nacional, la Unión Nacional Española o la Vanguardia Nacionalista Española.
Un grupo de poderosos empresarios y políticos marzistas, entre ellos el vicepresidente Alfredo Navarro y el expresidente Juan Campisteguy, enviaron un telegrama de apoyo al bando sublevado poco después del alzamiento. Los medios marzistas apoyaron unánimemente el golpe.
Buena parte del alto clero uruguayo había mostrado una opinión favorable del Alzamiento Nacional, contribuyendo así a popularizar el falangismo entre los católicos uruguayos. Pese a ello, la Unión Cívica (el principal partido clericalista de la época) condenó el levantamiento, y el arzobispo Juan Francisco Aragone expresó su desaprobación de la presencia de falangistas uniformados durante las misas en 1940.
En 1937 se fundó en Montevideo la filial oficial de FET y de las JONS. En el acto inaugural estuvieron presentes miembros del Fascio de Montevideo, de la Cámara Española de Comercio y del Partido Nazi en Uruguay. La sucursal funcionaba de forma similar a la organización española, pero no tenía un ala paramilitar y se centraba principalmente en eventos culturales y sociales. LaSección Femenina estaba radicada en múltiples parroquias de la ciudad y se dedicaba a actividades de beneficencia en favor de los militares en España. También se fundó un movimiento para niños, en el que aprendían sobre la situación de España, miraban películas, estudiaban artes y escribían cartas de apoyo a los niños españoles que sufrían la guerra. También se fundaron sedes locales en Paysandú, Punta del Este y Treinta y Tres. Todas ellas fueron prohibidas mediante la Ley de Asociaciones Ilícitas de 1940, pero el falangismo mantuvo su presencia a través de otras instituciones encubiertas.

A pesar de no ser nazi, Herrera era miembro del Servicio Exterior de Falange y participó de reuniones falangistas de la década. Una carta privada enviada por el líder franquista José de Torres destacaba la importancia de su papel en el país:
Yo quiero aprovechar esta ocasión para testimoniarle cuanto agradecemos Falange y yo personalmente el interés y el afecto con que Ud. mira esta Organización, como así mismo su labor en el terreno político a favor de Falange (...) no dude que todos los afiliados ven con honda simpatía su labor política y están en espíritu con Ud. que tanto nos distingue y nos ayuda.
Herrera fue ampliamente acusado de simpatías falangistas y criptofascistas durante su carrera política, y su sector partidario era sospechoso de tener vínculos con el GOU argentino. Irónicamente, Herrera denostaría al batllismo como una ideología fascista en 1946.
El empresario uruguayo Joaquín Martínez Arboleya, que luego se convirtió en un reconocido escritor bajo el seudónimo de Santicaten, fue uno de los propagandistas anticomunistas más importantes de la etapa predictatorial. Habiendo luchado en la Guerra civil española, Martínez afirmó haber presenciado el fusilamiento de José Antonio Primo de Rivera mientras se encontraba prisionero de las milicias republicanas en Alicante. Fue una de las figuras clave en los primeros años de la propaganda audiovisual franquista.

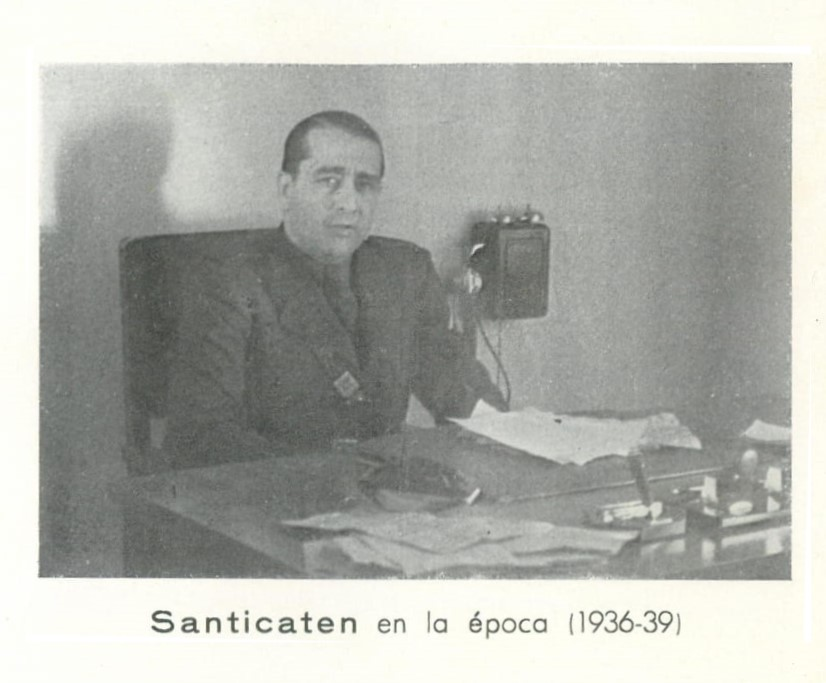
Santicaten en España durante la Guerra civil española.

Descrito como un "fascista de personalidad avasallante", Martínez había estado involucrado en campañas de propaganda franquista y fue un pionero de la industria cinematográfica uruguaya, lo que lo convirtió en un rico hombre de negocios. Entendía todo su trabajo como una "cruzada contra el comunismo" y produjo muchas obras de arte de carácter explícitamente político en oposición al marxismo. Martínez afirmaba que "contra el materialismo rojo y ateo solo los cobardes y los traidores se muestran tolerantes", y estuvo involucrado en obras de propaganda para varias dictaduras contemporáneas.
Martínez mantuvo buena relación con el dictador paraguayo Alfredo Stroessner, quien lo condecoró en 1975. Su activismo anticomunista no se limitó a Uruguay, y también participó en campañas en Argentina y Brasil. Martínez también fue un prolífico autor de best seller durante la dictadura uruguaya. Su obra "Ramón Pardías" fue censurada por Juan María Bordaberry por una crítica explícita a la familia del dictador.

## Incidentes posteriores
En 1962, la nieta del escritor anarquista Rafael Barrett, Soledad Barrett Viedma, fue secuestrada por un comando no identificado que la torturó y le grabó cruces gamadas en el cuerpo con hojas de afeitar. Algunos ataques similares se registraron en esos años, pero las diferencias ideológicas entre las víctimas (muchas eran incluso destacados activistas de derecha) apoyaron la teoría de que varios de ellos no fueron perpetrados por nazis reales y tenían por objetivo causar pánico social. Poco después, un grupo paramilitar llamado "Liga Oriental Antisemita" lideró una serie de ataques contra sinagogas y otras instituciones judías.
En octubre de 1987, un neonazi llamado Héctor Paladino mató a dos judíos uruguayos en un ataque terrorista. El hombre poseía una bandera nazi en su casa e intentó otros dos asesinatos en el mismo día, luego de lo que fue internado en un hospital psiquiátrico. A partir de 1990, varios grupos neonazis se desarrollaron en el movimiento skinhead, pero la mayoría se disolvieron tras el arresto de sus miembros.

## SigloXXI
La Generación Z (nacidos entre 2001 y 2009, dependiendo del análisis) a nivel mundial es calificada en diversos estudios como la "generación más conservadora desde 1945", tienden a ser más conservadoras que la generación milenica, las de la generación X y las de la generación de los baby boomer con respecto a la legalización de la marihuana, las cuestiones transgénero y el matrimonio entre personas del mismo sexo.  
En octubre de 2014, la Facultad de Ciencias Económicas de la Universidad de la República fue vandalizada con símbolos nazis y fascistas. Un caso similar ocurrió en 2023, en el que estudiantes no identificados pintaron esvásticas y difundieron propaganda nacionalsocialista en las inmediaciones de un liceo público, uno de los folletos decía: "Te crees rebelde por creer en la diversidad, te crees rebelde por creer en la inclusión, en la igualdad, en el feminismo(...)" y concluye "no sos rebelde sos un pichón  globalista que repite lo que las grandes corporaciones dicen".
En 2016, una tienda de artículos políticos en Montevideo fue denunciada por vender objetos nazis. El mismo año, un cantante fue denunciado por gritar " Heil Hitler " durante un espectáculo  y un hombre de 20 años fue encarcelado por sus demostraciones públicas de apoyo al nazismo. En 2017, la policía nacional disolvió dos eventos políticos neonazis.
Algunas facciones minoritarias del partido Cabildo Abierto han sido asociadas con el neonazismo. Después de que el caso salió a la luz, los líderes del partido negaron tener conocimiento previo de las creencias políticas de esos miembros, quienes luego fueron expulsados del partido. Una polémica fotografía de Guido Manini Ríos acompañado de un joven vestido con una camiseta con la sigla HKNKRZ derivó en un comunicado formal del partido repudiando la ideología neonazi y a la posterior expulsión del militante.
La recuperación del figurón de popa del buque de guerra nazi Admiral Graf Spee, que muestra un águila sosteniendo una esvástica entre sus garras, provocó una gran polémica debido a la prohibición de los símbolos nazis impuesta por la ley uruguaya. El gobierno uruguayo anunció su intención de fundir el águila y convertirla en un monumento a la paloma de la paz en 2023. Después de críticas generalizadas a la iniciativa, la propuesta fue abandonado y la estatua se mantuvo intacta.